# ۱۱۰۷ (خورشیدی)
۱۱۰۷ هزار و صد و هفتمین سال هجری خورشیدی است.